# ティキ・タカ
ティキ・タカ（英: Tiki-Taka, 西: Tiqui-Taca, スペイン語発音: [ˈtiki ˈtaka]）は、サッカーのプレースタイルの一つである。スペインのFCバルセロナ（特に2008年から2012年まで監督を務めたジョゼップ・グアルディオラ）が創始し、サッカースペイン代表を率いたルイス・アラゴネスとビセンテ・デル・ボスケも用いていると言われている。

## 起源

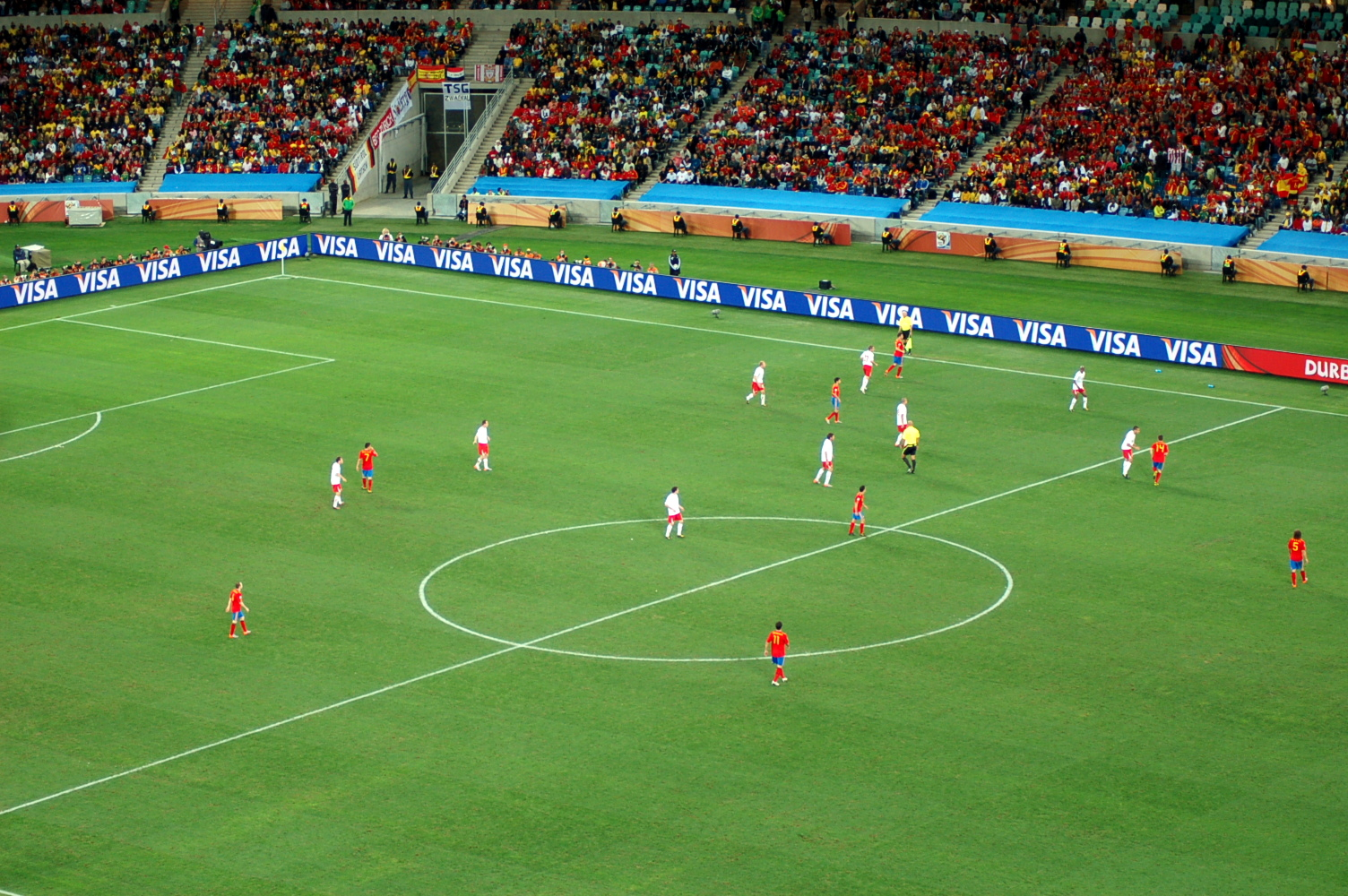
2010 FIFAワールドカップのスペイン-スイス戦においてスペイン代表がティキ・タカを用いてボールを保持する様子

スペインのサッカー中継において、実況を担当したアンドレス・モンテスがラ・セクスタが中継した2006 FIFAワールドカップにおいて使用したことで一般的な言葉として普及したと言われているが、スペインのサッカーにおいてはそれ以前より日常的に用いられていたとされており、おそらくハビエル・クレメンテが最初に使用したのではないかと言われている。2006 FIFAワールドカップのスペイン対チュニジア戦において、モンテスはスペイン代表が正確でエレガントなパスを回すスタイルについて、 「Estamos tocando tiqui-taca tiqui-taca.（ティキ・タカ、ティキ・タカとプレーしている）」と発言した。このフレーズの起源はおそらく、ボールをワンタッチプレーで回し、選手間でボールが行き来する様子を擬声語で表した、もしくはスペインで発売されたアメリカンクラッカーの名前「Tiqui-taka」から採ったものだと言われている。
ヨハン・クライフがFCバルセロナの指揮をとった1988-1996年の間に後のティキ・タカの元となるプレースタイルが創られ、後任を務めたルイ・ファン・ハールとフランク・ライカールトが発展させ、このスタイルがスペインリーグの他のチームにも広まっていった。そして、グアルディオラがバルセロナの指揮をとった2008年から2012年の間にシャビ・エルナンデス、アンドレス・イニエスタ、セスク・ファブレガス、リオネル・メッシなどの、肉体的な強さはないがボールを扱う技術に長けた選手達により、さらに発展したものとなった。ティキ・タカを用いた場合、選手達は選手間で複数のパスコースを確保しながらパスを回し、ゴールへの道筋を作る。
ドイツのスポーツ記者ラファエル・ホニクシュタインは2010 FIFAワールドカップにおいてスペイン代表がティキ・タカを用いてプレーしている様を見て、2006 FIFAワールドカップの「スペインの選手はフィジカル面で優れていない分、代わりにボールを一方的に支配することに重きを置いている」様子から「4年の歳月を経てよりボール保持に特化した戦術へと進化した」と表現した。

## 技術
ティキ・タカはショートパスをつなぎ、複数のパスコースを確保しつつオフ・ザ・ボールにおける選手の動きによってゴールへの道筋を作るプレースタイルと形容される。このスタイルは、複数のパスコースを作りながらショートパスをつなぐ点と、辛抱強くパスを回し、保持したボールを失わないようにする点に集約される。ミッドフィールダーの選手たちはワンタッチパスを用いながら鋭いパス交換とポジションチェンジを頻繁におこない、ボールをゴールへと動かしていく。ティキ・タカはボール支配率を大幅に高め、常にボールを保持している状態に近づけることで、攻守の切り替えにより選手が自陣へと戻る負担を減らしている点で攻守一体の戦術と呼ぶことができる。しかし、ゴールに直結するようなロングボールよりも確実につなぐショートパスを優先するために、守備に重きを置きパスコースを消してくるような相手には効果的でない場合もある。

## 備考
前述のジョゼップ・グアルディオラは「バルサはティキ・タカなんてやっていない！ それは完全に（メディアに）作られた言葉だ！ 」「私はパスワークを目的とするすべてのプレーを嫌う。ティキ・タカのことだ。そんなものはゴミで、何の意味もない。相手ゴールに迫ることを目的として、明確なパスを出さなければならない。パスワークのためにパスを繋ぐのではない」と語り、彼やFCバルセロナの戦法がまとめてティキ・タカと定義されることや、ティキ・タカという手段自体が目的と化すことを否定している。